# Vila Nova dos Martírios
Vila Nova dos Martírios – miasto i gmina w Brazylii, w Regionie Północno-Wschodnim, w stanie Maranhão.  
Ma powierzchnię 1188,77 km². Według danych ze spisu ludności w 2010 roku gmina liczyła 11 258 mieszkańców, a gęstość zaludnienia wynosiła 9,47 osób/km². Dane szacunkowe z 2019 roku podają liczbę 13 392 mieszkańców. 
Vila Nova dos Martírios graniczy od północy ze stanem Pará, od zachodu z gminą São Pedro da Água Branca, od wschodu z gminą Cidelândia, a od południa ze stanem Tocantins.
W 2017 roku produkt krajowy brutto per capita wyniósł 8050,3 reali brazylijskich.
Gminę utworzono w 1994 roku, wcześniej tereny te administracyjnie były przynależne do gminy Imperatriz.